# Caspare Preetzmann
Caspare Christina Juliane Ulrikke Preetzmann (1. august 1789 i Nibe – 26. december 1876 i København) var en dansk maler.
Hendes forældre var toldinspektør og etatsråd Christian Preetzmann (1749-1827) og Christiane Sophie Hedvig von Bertouch (1757-1837). Af lyst til kunsten lærte hun at male hos portrætmaleren Hans Hansen sammen med Eleonore Christine Harboe og flere andre damer. Hun, som var konventualinde i Gisselfeld Kloster, udstillede i 1820 (Portræt af den på Otahaiti dræbte Cook samt Kristus) og 1822 (tre portrætter) på Charlottenborg nogle mindre billeder, men malede mest kopier samt enkelte altertavler. Fra udstillingskatalogerne viser, at hun udførte såvel portrætter som religiøse kompositioner. Det eneste kendte arbejde i dag fra hendes hånd er altertavlen i Ansager Kirke (Lazarus' opvækkelse).
Preetzmann lånte i 1838 J.A. Jerichau sine sammensparede penge for, at han kunne foretage en studierejse til Italien. Jerichau gjorde senere gengæld ved at betale frk. Preetzmanns rejse og ophold i Rom 1856-57.
Hun døde ugift og er begravet i Aalborg. En slægtning, Marie Preetzmann, var også maler.